# T-Palette Records
T-Palette Records est un label de musique d'idoles japonais fondé en 2011 au Japon.

## Description
Ce label d'idoles est principalement basé dans les régions rurales et dans la capitale de Tokyo.
Il a été créé pour les idoles pas forcément connues souhaitant sortir des disques ou autres matériels en indépendant avant de faire leurs débuts en major.
Les chanteuses peuvent également se faire connaître en donnant des concerts dans les salles de Tower Records situé principalement à Tokyo. Les disques des idoles sortis sur T-Palette ont plus ou moins une place dans les classements de l'Oricon après un contrat signé chez le label.

## Historique

### En 2011
Le label est officiellement créé en juin 2011 après une conférence de presse tenue le 3 juin. Il est dirigé par son fondateur Ikuo Minewaki (le Président de Tower Records au Japon).
Le label signe en premier le groupe d'idoles de shibuya-kei Vanilla Beans (sui venait de quitter le label Flower Label) en même temps que Negicco, groupe originaire de Niigata,. Rena de Vanilla Beans commentera bien plus tard lors de la venue du groupe au Toulouse Game Show : « Nous sommes les premières idoles à être entrées dans ce label et beaucoup d’autres ont suivi depuis. Par conséquent, cela nous a permis de nous faire de nombreuses amies, l’ambiance est excellente ! ». Vanilla Beans devient le premier groupe à sortir un disque chez T-Palette en juillet 2011, suivi de Negicco avec un mini-album le même mois.
En novembre 2011, le groupe de rock féminin Shizukaze & Kizuna signe un contrat chez ce label après sa formation le même mois. Le groupe étant une fusion des groupes Shizukaze et Kizuna, le groupe duo Shizukaze avait déjà sortir un single lui seul en novembre.
Un autre groupe formé en avril 2011, LinQ, signe un contrat chez ce label. Il deviendra le premier groupe de T-Palette à placer des disques dans le Top 10 de l'Oricon, contribuant à ce que le label se fasse mieux connaître.

### En 2012
En 2012, le groupe de hip-hop tengal6 change son pour celui de lyrical school en août 2012 lorsqu'il rejoint le label.
Le groupe Up Up Girls (Kari), qui avait déjà sorti plusieurs disques sur le label Up-Front Works au cours de l'année 2012, quitte ce label pour signer chez T-Palette en septembre 2012,,. Le premier disque indépendant chez T--Palette sort officiellement en décembre 2012.
Un DVD live du groupe d'idoles Tomato n'Pine sortir en décembre ; il est le seul matériel du groupe sorti sous ce label, ce groupe se dissout le même mois.

### En 2013
Les LinQ quitte le label en janvier 2013 pour faire ses débuts en major en signant chez Warner Music Japan.
Le groupe de hip-hop Rhymeberry, formé en 2011, rejoint le label en mars 2013.
Les groupes sœurs Caramel☆Ribbon et NA-NA signent en même temps un contrat avec le label en juin 2013,,. Cependant, le groupe Na-Na reste inactif et ne sortira a un matériel.
T-Palette Records est désormais en mesure de sortir des albums best-of de ses artistes et commence à en sortir à partir de mai 2013. La maison de disque publie une compilation à l'occasion de son 2e anniversaire, intitulé T-Palette Records 2nd Anniversary Mix ~Diggin' on You~, en juillet 2013.
Le même mois, le groupe de seiyū One Little Kiss, formé en 2011, fait son entrée chez le label etc sort un nouveau disque en septembre 2013, qui est le premier du groupe à avoir une place à l'Oricon.
En parallèle avec LinQ, Ami Himesaki annonce officiellement en novembre 2013 faire ses débuts en solo en tant que Vocaloid Idol  sous le nom amihime au printemps 2014 chez T-Palette Records.

### En 2014
Le groupe d'idoles You'll Melt More! sort exceptionnellement avec le groupe de rock masculin Hakoniwa no Shitsunaigaku un mini album commun Hako Melt More! en janvier 2014 sur ce label.
Le groupe Rhymeberry quitte le label en avril 2014 après n'avoir sortir que des singles.
Le groupe NA-NA quitte également le label en juillet 2014, pendant qu'un autre groupe nommé Pla2me se forme le même mois et signe un contrat chez T-Palette.
Peu après, les membres forment Negipecia, groupe spécial composé des membres de Negicco et d'Especia (groupe originaire d'Osaka) le temps d'un single pour sortir au mois d'août sous T-Palette Records,. Cette collaboration est limitée uniquement à l'été 2014.
Lyrical School réalise son single PRIDE qui devient son premier single Top 10 de l'Oricon.
Le groupe Idol Renaissance, fraîchement formé en juillet 2014, rejoint le label en décembre suivant.
Le même mois, Negicco sortir son premier single classé au Top 5 de l'Oricon Hikari no Spur, le premier succès du groupe.

### En 2015
En avril 2015, T-Palette Records rend hommage au groupe populaire japonais Pizzicato Five avec l’album de reprise intitulé Idol Bakari Pizzicato -Konishi Yasuharu × T-Palette Records qui sort le 22 avril. Les groupes d'idoles Vanilla Beans Negicco, lyrical school, One Little Kiss, ainsi que les Idol Renaissance y interprètent les chansons les plus populaires de Pizzicato Five. L'album sort en une seule édition.
En mai 2015, est signé sur le label Sayonara Ponytail.
À la fin du mois, Pla2me change son nom pour celui de POP (Period Of Plastic 2 Mercy) et sort son premier disque sous ce nouveau nom en août suivant.
Le groupe de rock Shizukaze & Kizuna annonce en juin 2015 sa dissolution pour la fin de l'année et met fin au contrat avec T-Palette Records. Le groupe se sépare officiellement en septembre suivant.
Vanilla Beans annonce août 2015 avoir signé un nouveau contrat chez le célèbre label discographique avex trax pour passer en major après huit ans d'existence. Ce nouveau contrat marque désormais la fin officielle du précédent contrat avec T-Palette Records, dans lequel les Vanilla Beans ont sorti leurs disques pendant quatre ans.
En décembre 2015, c'est au tour de Lyrical School de quitter le label pour signer chez King Records afin de faire ses débuts en major l'année suivante.

### En 2016
Le groupe One Little Kiss quitte le label en début de l'année 2016.
Le groupe Caramel Ribbon quitte également le label en début d'année, leur contrat ayant expiré.
Le groupe POP sort un dernier single en mars 2016 intitulé Queen of POP sous ce nom avant de changer de nom une deuxième fois car en juin 2016, le groupe se nomme désormais GANG PARADE. Il sort en juillet suivant un nouveau single sous cette nouvelle appellation.
Le 16 juillet, le groupe d'idoles WHY@DOLL, formé en 2011, annonce quitter le label VERSIONMUSIC pour signer un prochain contrat avec T-Palette en novembre 2016. Le groupe sort un nouveau single le même mois.

## Artistes au sein du label

### Artistes actuelles
Groupes
| Nom                      | Ancien nom / En japonais   | Entré dans le label en | Label(s) précédent(s) ou agence | Remarques                                                                                                   |
| ------------------------ | -------------------------- | ---------------------- | ------------------------------- | --- |
| Negicco                  | Negicco                    | juin 2011              | Negi-pro                        | Formé en 2003                                                                                               |
| Up Up Girls (Kakko Kari) | アップアップガールズ（仮） | décembre 2012          | Up-Front Works                  | Formé en 2011 ; Les membres sont d'anciens membres du Hello! Pro Egg                                        |
| GANG PARADE              | GANG PARADE                | juillet 2014           |                                 | Formé en 2014 (se nommait auparavant Pla2me et POP (le groupe a sorti ses disques sous ces différents noms) |
| Idol Renaissance         | アイドルネッサンス         | décembre 2014          | Sony Music Artists              | Formé en 2014                                                                                               |
| Sayonara Ponytail        | さよならポニーテール       | mai 2015               | Epic Records Japan              | Formé en 2011                                                                                               |
| Why@Doll                 | WHY@DOLL                   | novembre 2016          | VERSIONMUSIC                    | Formé en 2011                                                                                               |
| Up Up Girls (2)          | アップアップガールズ（2）  | mars 2017              |                                 | Formé en 2017                                                                                               |

Solistes
- Ami Himesaki (姫崎愛未) (2014 - présent) : membre du groupe LinQ (Annonce fin 2013 d'un projet en solo[28])

### Anciennes artistes
Groupes
| Nom                | Ancien nom ou en japonais | Entré dans le label en | Quitte le label en | Label(s) précédent(s) ou agence | Remarques                                                              |
| ------------------ | ------------------------- | ---------------------- | ------------------ | ------------------------------- | ---------------------------------------------------------------------- |
| LinQ               | LinQ                      | novembre 2011          | février 2013       | ?                               | Formé en 2011                                                          |
| RHYMEBERRY         | ライムベリー              | mars 2013              | avril 2014         | Aries Entertainment             | Formé en 2011                                                          |
| Na-Na              | NA-NA                     | juin 2013              | juillet 2014       | Esse Academy                    | Formé en 2011 ; Groupe-sœur de Caramel Ribbon                          |
| Vanilla Beans      | バニラビーンズ            | juin 2011              | août 2015          | FLOWER LABEL                    | Formé en 2007 ; Premier artiste à avoir signé un contrat avec le label |
| Shizukaze & Kizuna | しず風 & 絆 ~KIZUNA~      | novembre 2011          | septembre 2015     | Versus Production               | Formé en 2011 ; dissous en 2015                                        |
| lyrical school     | tengal6                   | août 2012              | décembre 2015      | Newtral                         | Formé en 2009                                                          |
| Caramel☆Ribbon     | キャラメル☆リボン         | juin 2013              | décembre 2015      | Esse Academy                    | Formé en 2009 ; dissous en 2017                                        |
| One Little Kiss    | ワンリルキス              | juillet 2013           | janvier 2016       | ???                             | Formé en 2011 ; dissous en 2016                                        |

Autres
- Tomato n'Pine (Dissous en décembre 2012) - seulement les DVDs live

## Disques publiés par le label
| Catalogue | Date de sortie    | Titre                                                                    | Original                                                                                       | Artiste                                                  | Oricon          | Type            |
| Sorties en 2011 | Sorties en 2011   | Sorties en 2011                                                          | Sorties en 2011                                                                                | Sorties en 2011                                          | Sorties en 2011 | Sorties en 2011 |
| --- | ----------------- | ------------------------------------------------------------------------ | ---------------------------------------------------------------------------------------------- | -------------------------------------------------------- | --------------- | --------------- |
| TPRC-0001 | 29 juin 2011      | Tengoku e no Kaidan                                                      | 天国への階段                                                                                   | Vanilla Beans                                            | 82              | Single          |
| TPRC-0002 | 20 juillet 2011   | Vanilla Beans II                                                         | バニラビーンズ II                                                                              | Vanilla Beans                                            | 110             | Album           |
| TPRC-0003 | 20 juillet 2011   | Get It On!                                                               | Get It On!                                                                                     | Negicco                                                  | 124             | EP              |
| TPRC-0004 | 2 novembre 2011   | Koi no Express Train                                                     | 恋の Express Train                                                                             | Negicco                                                  | 65              | Single          |
| TPRC-0006 | 9 novembre 2011   | Pink no Rocket ☆彡                                                       | Pinkのロケット☆彡                                                                              | Shizukaze                                                | 93              | Single          |
| Sorties en 2012 |                   |                                                                          |                                                                                                |                                                          |                 |                 |
| TPRC-0007 (Rena ver.) TPRC-0008 (Lisa ver.) | 18 janvier 2012   | Toki no Kakera                                                           | トキノカケラ                                                                                   | Vanilla Beans                                            | 34              | Single          |
| TPRC-0009 | 22 février 2012   | Negicco 2003-2012 ~Best~                                                 | Negicco 2003～2012 -BEST-                                                                      | Negicco                                                  | 49              | Compilation     |
| TPRC-0010 | 29 février 2012   | Sakura Kajitsu / Sakura Monogatari                                       | さくら果実 / Sakura物語                                                                        | LinQ                                                     | 15              | Single          |
| TPRC-0012 | 21 mars 2012      | Oo. Shizukaze ni Notte .oO                                               | Oo.しず風にのって.oO                                                                           | Shizukaze & Kizuna                                       | 64              | Single          |
| TPRC-0013 (limitée) TPRC-0014 | 11 avril 2012     | Choco Mint Flavor Time                                                   | チョコミントフレーバータイム                                                                   | Vanilla Beans                                            | 26              | Single          |
| TPRC-0015 (limitée) TPRC-0016 | 18 avril 2012     | Love in Qushu ~LinQ Dai 1 Gakushō~                                       | Love in Qushu 〜LinQ 第一楽章〜                                                                | LinQ                                                     | 37              | Album           |
| TPRC-0017 | 20 juin 2012      | Anata to Pop with You!                                                   | あなたとPop With You!                                                                          | Negicco                                                  | 41              | Single          |
| TPRC-0020 | 4 juillet 2012    | Non-Section                                                              | ノンセクション                                                                                 | Vanilla Beans                                            | 31              | Single          |
| TPRC-0021 | 18 juillet 2012   | Shiawase no Energy / Matsuri no Yoru ~Kimi wo Suki ni Natta Hi~          | シアワセのエナジー / 祭りの夜～君を好きになった日～                                            | LinQ                                                     | 6               | Single          |
| TPRC-0022 | 22 août 2012      | Sorya Natsu da! / Oide yo                                                | そりゃ夏だ!/おいでよ                                                                           | lyrical school                                           | 70              | Single          |
| TPRC-0023 | 24 octobre 2012   | Checker Flag wo Tomero                                                   | チェッカーフラッグをとめろ                                                                     | Shizukaze & Kizuna                                       | 42              | Single          |
| TPRC-0024 (limitée) TPRC-0025 | 7 novembre 2012   | Vanilla Beans III                                                        | バニラビーンズ III                                                                             | Vanilla Beans                                            | 46              | Album           |
| TPRC-0026 | 5 décembre 2012   | Chopper☆Chopper / Survival Girls                                         | チョッパー☆チョッパー／サバイバルガールズ                                                      | Up Up Girls (Kakko Kari)                                 | 35              | Single          |
| TPRC-0027 | 12 décembre 2012  | Ribbon wo Kyutto                                                         | リボンをきゅっと                                                                               | lyrical school                                           | 48              | Single          |
| Sorties en 2013 |                   |                                                                          |                                                                                                |                                                          |                 |                 |
| TPRC-0028 TPRC-0029 (limitée) | 30 janvier 2013   | Chiku-Taku / Going my Way!                                               | CHIKU-TAKU / ゴーイング マイ ウェイ！                                                          | LinQ                                                     | 5               | Single          |
| TPRC-0031 (limitée) TPRC-0032 | 13 février 2013   | Ai no Tower of Love                                                      | 愛のタワー・オブ・ラヴ                                                                         | Negicco                                                  | 27              | Single          |
| TPRC-0030 | 20 mars 2013      | R.O.D. / Sekaichū ni I Love You                                          | R.O.D.／世界中にアイラブユー                                                                   | Rhymeberry                                               | 49              | Single          |
| TPRC-0033 | 20 février 2013   | RespecTokyo / Sutorera! ~Straight Up!~                                   | リスペクトーキョー / ストレラ!～Straight Up!～                                                 | Up Up Girls (Kakko Kari)                                 | 81              | Single          |
| TPRC-0034 | 13 mars 2013      | Sakura Drive / Dateline                                                  | SAKURA DRIVE / Dateline                                                                        | Up Up Girls (Kakko Kari)                                 | 39              | Single          |
| TPRC-0035 TPRC-0035X | 27 mars 2013      | Tsukushinbō                                                              | つくしんぼう                                                                                   | Shizukaze & Kizuna                                       | 60              | Single          |
| TPRC-0036 TPRC-0036X | 27 mars 2013      | Tsukushinbō                                                              | つくしん暴                                                                                     | Shizukaze & Kizuna                                       | 60              | Single          |
| TPRC-0037 | 10 avril 2013     | Next Stage / Ano Saka no Ue made,                                        | Next Stage / あの坂の上まで、                                                                  | Up Up Girls (Kakko Kari)                                 | 30              | Single          |
| TPRC-0038 (Type A) TPRC-0039 (Type B) TPRC-0040 | 8 mai 2013        | Muscat Slope Love                                                        | マスカット・スロープ・ラブ                                                                     | Vanilla Beans                                            | 32              | Single          |
| TPRC-0041 (limitée) TPRC-0042 | 15 mai 2013       | Parade                                                                   | PARADE                                                                                         | lyrical school                                           | 34              | Single          |
| TPRC-0043 (limitée) TPRC-0044 | 29 mai 2013       | Idol Bakari Kikanaide                                                    | アイドルばかり聴かないで                                                                       | Negicco                                                  | 23              | Single          |
| TPRC-0046 | 6 mai 2013        | Ginga Jōjō Monogatari / Burn the Fire!! / Natural Born Idol              | 銀河上々物語 / Burn the Fire!! / ナチュラルボーン・アイドル                                    | Up Up Girls (Kakko Kari)                                 | 25              | Single          |
| TPRC-0047 | 17 juillet 2013   | Melody Palette                                                           | Melody Palette                                                                                 | Negicco                                                  | 34              | Album           |
| TPRC-0048 | 17 juillet 2013   | T-Palette Records 2nd Anniversary Mix ~Diggin' on You~                   | T-Palette Records 2nd Anniversary Mix〜Diggin' on you〜                                        | VA                                                       | 239             | Compilation     |
| TPRC-0049 | 24 juillet 2013   | Summer Beam / Up Up Typhoon                                              | サマービーム / アップアップタイフーン                                                          | Up Up Girls (Kakko Kari)                                 | 42              | Single          |
| TPRC-0050 (limitée) TPRC-0051 | 31 juillet 2013   | SuperMCZTokyo                                                            | SUPERMCZTOKYO                                                                                  | Rhymeberry                                               | 45              | Single          |
| TPRC-0052 | 21 août 2013      | Bad Blood / Hereafter                                                    | Bad Blood/Hereafter                                                                            | T-Palette Mini All Stars                                 | -               | Single          |
| TPRC-0053 | 4 septembre 2013  | Samurai Girls / Wildol Seven                                             | Samurai Girls / ワイドルセブン                                                                 | Up Up Girls (Kakko Kari)                                 | 47              | Single          |
| TPRC-0056 | 11 septembre 2013 | Wasurerarenai yo                                                         | 忘れられないよ                                                                                 | One Little Kiss                                          | 167             | Single          |
| TPRC-0054 | 18 septembre 2013 | date course                                                              | date course                                                                                    | lyrical school                                           | 42              | Album           |
| TPRC-0055 | 25 septembre 2013 | Start Ribbon                                                             | スタートリボン                                                                                 | Caramel☆Ribbon                                           | 64              | Single          |
| TPRC-0060 (limitée) TPRC-0061 | 16 octobre 2013   | Please Me, Darling                                                       | プリーズミー・ダーリン                                                                         | Vanilla Beans                                            | 37              | Single          |
| TPRC-0062 | 30 octobre 2013   | Starry Night / Seishun Build Up                                          | Starry Night / 青春ビルドアップ                                                                | Up Up Girls (Kakko Kari)                                 | 42              | Single          |
| TPRC-0057 (limitée) TPRC-0058 | 6 novembre 2013   | Tokimeki no Headliner                                                    | ときめきのヘッドライナー                                                                       | Negicco                                                  | 20              | Single          |
| TPRC-0058 TPRC-0059X (limitée) | 6 novembre 2013   | Majiware                                                                 | 交 ~Majiware~                                                                                  | Shizukaze & Kizuna                                       | 56              | EP              |
| TPRC-0063 (limitée) TPRC-0064 | 11 décembre 2013  | Waratte.net / My Kawaii Nichijōtachi                                     | わらって．ｎｅｔ／Ｍｙかわいい日常たち                                                         | lyrical school                                           | 40              | Single          |
| TPRC-0065 | 25 décembre 2013  | Nijiiro Mosaic / Enjoy!! Enjo(y)!!                                       | 虹色モザイク/ENJOY!! ENJO(Y)!!                                                                 | Up Up Girls (Kakko Kari)                                 | 26              | Single          |
| Sorties en 2014 |                   |                                                                          |                                                                                                |                                                          |                 |                 |
| TPRC-0066 | 22 janvier 2014   | Hako Melt More!                                                          | 箱めるモ!                                                                                      | You'll Melt More! × Hakoniwa no Shitsunaigaku            | 115             | EP              |
| TPRC-0067 | 12 février 2014   | Winter Jam                                                               | ウインタージャム                                                                               | Rhymeberry                                               | 79              | Single          |
| TPRC-0068 TPRC-0069 (limitée) | 19 février 2014   | Second Album (Kakko Kari)                                                | セカンドアルバム（仮）                                                                         | Up Up Girls (Kakko Kari)                                 | 28              | Album           |
| TPRC-0073 (Type A) TPRC-0074 (Type B) TPRC-0075 | 2 avril 2014      | brand new day                                                            | brand new day                                                                                  | lyrical school                                           | 13              | Single          |
| TPRC-0084 (limitée) TPRC-0085 | 9 avril 2014      | (Kakko Kari) wa Kaesuze☆Be your Soul / Party! Party! / Jumper!           | （仮）は返すぜ☆be your soul／Party! Party!／ジャンパー！                                       | Up Up Girls (Kakko Kari)                                 | 17              | Single          |
| TPRC-0076 (Type A) TPRC-0077 (Type B) TPRC-0078 (Type C) TPRC-0079 TPRC-0080X (Ticket Tsuki CD (A ver.)) TPRC-0081X (Ticket Tsuki CD (B ver.)) TPRC-0082X (Ticket Tsuki CD (C ver.)) TPRC-0083X (Ticket Tsuki CD (D ver.)) | 16 avril 2014     | Triple! Wonderland                                                       | トリプル！WONDERLAND                                                                           | Negicco                                                  | 16              | Single          |
| TPRC-0070 (Type A) TPRC-0071 (Type B) TPRC-0072 | 23 avril 2014     | Watashi... Fukō Guse                                                     | ワタシ・・・不幸グセ                                                                           | Vanilla Beans                                            | 55              | Single          |
| TPRC-0086 | 30 avril 2014     | Realize!!                                                                | Realize!!                                                                                      | One Little Kiss                                          | 188             | Single          |
| TPRC-0090 | 12 mai 2014       | T-Palette Records 3rd Anniversary Mix ~Far Beyond The Dream~             | T-Palette Records 3rd Anniversary Mix〜Far Beyond The Dream〜 Selected & Mixed by DJ WILDPARTY | VA                                                       | –               | Compilation     |
| TPRC-0087 (CD+figure) TPRC-0088 (limitée) TPRC-0089 | 18 juin 2014      | Kitto Ii Basho (Fuchi) / Zettai Panty Line                               | きっといい場所（フ チ） / 絶対パンティーライン                                                 | Vanilla Beans                                            | 23              | Single          |
| TPRC-0091 | 1er juillet 2014  | Zenryoku! Pump up! / Kono Melody wo Kimi to                              | 全力!Pump UP!!／このメロディを君と                                                             | Up Up Girls (Kakko Kari)                                 | 22              | Single          |
| TPRC-0092 (limitée) TPRC-0093 | 15 juillet 2014   | Fresh!!!                                                                 | FRESH!!!                                                                                       | lyrical school                                           | 21              | Single          |
| TPRC-0094 (Type A) TPRC-0095 (Type B) TPRC-0096 (Type C) TPRC-0097 | 22 juillet 2014   | Sunshine Nihonkai                                                        | サンシャイン日本海                                                                             | Negicco                                                  | 11              | Single          |
| TPRC-0098 | 29 juillet 2014   | First Secret                                                             | ファーストシークレット                                                                         | Caramel☆Ribbon                                           | 88              | Single          |
| TPRC-0099 (limitée) TPRC-0100 | 5 août 2014       | One Little Kiss                                                          | ワンリルキス                                                                                   | One Little Kiss                                          | 170             | Single          |
| TPRC-0101 | 9 août 2014       | Wonder Parade                                                            | WONDER PARADE                                                                                  | Shizukaze & Kizuna                                       | 39              | Single          |
| TPRC-0102 (Negipecia) TPRC-0103 (Negicco) TPRC-0104 (especia) | 26 août 2014      | Girl's Life                                                              | Girl's Life                                                                                    | Negipecia                                                | 31              | Single          |
| TPRC-0105 | 30 septembre 2014 | Plastic 2 Mercy                                                          | Plastic 2 Mercy                                                                                | Pla2me                                                   | 21              | Single          |
| TPRC-0109 TPRC-0110 (ayaka ver.) TPRC-0111 (minan ver.) TPRC-0112 (hina ver.) TPRC-0113 (yumi ver.) TPRC-0114 (mei ver.) TPRC-0115 (ami ver.)                                                                              | 28 octobre 2014   | Pride                                                                    | PRIDE                                                                                          | lyrical school                                           | 9               | Single          |
| TPRC-0106 TPRC-0107 (Type A) TPRC-0108 (Type B) | 4 novembre 2014   | Beautiful Dreamer / Zenryoku! Pump Up!! -Ultra Mix- / Itadaki wo Mezase! | Beautiful Dreamer / 全力！ Pump Up！！ -Ultra Mix- / イタダキを目指せ！                        | Up Up Girls (Kakko Kari)                                 | 7               | Single          |
| TPRC-0119 (limitée) TPRC-0120 | 11 novembre 2014  | Uchōten Girl                                                             | 有頂天ガール                                                                                   | Vanilla Beans                                            | 40              | Single          |
| TPRC-0116 (Type A) TPRC-0117 (Type B) TPRC-0118 | 2 décembre 2014   | Hikari no Spur                                                           | 光のシュプール                                                                                 | Negicco                                                  | 5               | Single          |
| Sorties en 2015 |                   |                                                                          |                                                                                                |                                                          |                 |                 |
| TPRC-0122 (limitée) TPRC-0123 | 6 janvier 2015    | Unit                                                                     | UNIT                                                                                           | Pla2me                                                   | 16              | Single          |
| TPRC-0121 | 20 janvier 2015   | Rice & Snow                                                              | Rice & Snow                                                                                    | Negicco                                                  | 18              | Album           |
| TPRC-0124 (limitée) TPRC-0125 | 2 février 2015    | Vanilla Beans IV                                                         | バニラビーンズIV                                                                               | Vanilla Beans                                            | 50              | Album           |
| TPRC-0126 | 10 mars 2015      | Japan Idol File 2                                                        | Japan Idol File 2                                                                              | VA                                                       | –               | Compilation     |
| TPRC-0127 | 10 mars 2015      | Spot                                                                     | SPOT                                                                                           | lyrical school                                           | 24              | Album           |
| TPRC-0129 TPRC-0130 (limitée) | 17 mars 2015      | Third Album (Kakko Kari)                                                 | サードアルバム（仮）                                                                           | Up Up Girls (Kakko Kari)                                 | 39              | Album           |
| TPRC-0128 | 24 mars 2015      | You                                                                      | YOU                                                                                            | Idol Renaissance                                         | 41              | Single          |
| TPRC-0139 TPRC-0140 (limitée) | 21 juillet 2015   | Wonder Ground                                                            | ワンダーグラウンド                                                                             | lyrical school                                           | 21              | Single          |
| TPRC-0131 | 28 juillet 2015   | Natsu no Kesshin                                                         | 夏の決心                                                                                       | Idol Renaissance                                         | 38              | Single          |
| TPRC-0138 | 4 août 2015       | P.O.P                                                                    | P.O.P                                                                                          | POP (Pla2me)                                             | 33              | EP              |
| TKCA-74215 | 22 avril 2015     | Idol Bakari Pizzicato -Konishi Yasuharu × T-Palette Records-             | アイドルばかりピチカート-小西康陽×T-Palette Records-                                           | V.A                                                      |                 | Album           |
| TPRC-0137 TPRC-0134 (Type A) TPRC-0135 (Type B) TPRC-0136 (Type C) | 11 août 2015      | Nee Vardia                                                               | ねぇバーディア                                                                                 | Negicco                                                  | 7               | Single          |
| TPRC-0142 | 4 novembre 2015   | Enban U~topia                                                            | 円盤ゆ～とぴあ                                                                                 | Sayonara Ponytail                                        |                 | Album           |
| TPRC-0141 | 8 décembre 2015   | Happy Lucky Kirakira Lucky                                               | Happy Lucky Kirakira Lucky                                                                     | POP                                                      | 24              | Single          |
| TPRC-0132 | 15 décembre 2015  | Triple Candy                                                             | Triple Candy                                                                                   | Caramel Ribbon                                           | 159             | Single          |
| TPRC-0145 | 25 décembre 2015  | Attōteki na Style -NEGiBAND ver.-                                        | 圧倒的なスタイル-NEGiBAND ver.-                                                                | Negicco                                                  | 26              | Single          |
| Sorties en 2016 |                   |                                                                          |                                                                                                |                                                          |                 |                 |
| TPRC-0147 | 15 mars 2015      | Queen Of POP                                                             | QUEEN OF POP                                                                                   | POP                                                      | 13              | Single          |
| TPRC-0151 | 22 mars 2016      | Our Songs                                                                | アワー・ソングス                                                                               | Idol Renaissance                                         | 44              | Album           |
| TPRC-0152 (Type A) TPRC-0153 (Type B) TPRC-0155 (Type C) TPRC-0156 | 29 mars 2016      | Mujun, Hajimemashita                                                     | 矛盾、はじめました。                                                                           | Negicco                                                  | 8               | Single          |
| TPRC-0148 TPRC-0149 (Type A) TPRC-0150 (Type B) | 5 avril 2016      | Pearly Folk Alien / Seven☆Piece                                          | パーリーピーポーエイリアン／セブン☆ピース                                                      | Up Up Girls (Kakko Kari)                                 | 5               | Single          |
| TPRC-0159 | 24 mai 2016       | Tea for Three                                                            | ティー・フォー・スリー                                                                         | Negicco                                                  | 14              | Album           |
| TPRC-0157 | 19 juillet 2016   | We Are The Idol                                                          | WE ARE the IDOL                                                                                | GANG PARADE                                              | 22              | Single          |
| TPRC-0160 | 26 juillet 2016   | Kimi no Shiranai Monogatari                                              | 君の知らない物語                                                                               | Idol Renaissance                                         | 44              | Single          |
| TPRC-0162 (Type A) TPRC-0163 (Type B) TPRC-0164 (limitée) | 11 octobre 2016   | !!!!!!!! / Kimi to Iu Kasetsu                                            | !!!!!!!! / 君という仮説                                                                        | Up Up Girls (Kakko Kari)                                 | 15              | Single          |
| TPRC-0166 | 8 novembre 2016   | Barely Last                                                              | Barely Last                                                                                    | GANG PARADE                                              | 29              | Album           |
| TPRC-0161 | 15 novembre 2016  | Sumire Iolite                                                            | 菫アイオライト                                                                                 | WHY@DOLL                                                 |                 | Single          |
| TPRC-0167/8 (Type A) TPRC-0169 (Type B) TPRC-0170 | 20 décembre 2016  | Ai, Kama Shitai no                                                       | 愛、かましたいの                                                                               | Negicco                                                  | 14              | Single          |
| TPRC-0171 | 27 décembre 2016  | Plastic 2 Mercy                                                          | Plastic 2 Mercy                                                                                | GANG PARADE                                              | 10              | Single          |
| Sorties en 2017 |                   |                                                                          |                                                                                                |                                                          |                 |                 |
| TPRC-0173 | 14 février 2017   | The CUT                                                                  | The CUT                                                                                        | Lyrical Renaissance (lyrical school et Idol Renaissance) | 113             | Single          |
| TPRC-0172 | 28 février 2017   | Kimi wa Steady                                                           | キミはSteady                                                                                   | WHY@DOLL                                                 | 43              | Single          |
| TPRC-0174 | 25 avril 2017     | Foul                                                                     | FOUL                                                                                           | GANG PARADE                                              | 14              | Single          |
| TPRC-0177 (Type A) TPRC-0178 (Type B) TPRC-0179 (Type C) | 9 mai 2017        | Upper Disco / Forever Young                                              | アッパーディスコ／FOREVER YOUNG                                                                | Up Up Girls (Kakko Kari)                                 | 16              | Single          |
| | 3 juin 2017       | Ame no Naka de                                                           | 雨の中で                                                                                       | Megu (Negicco)                                           |                 | Single          |
| TPRC-0180 (limitée) TPRC-0181 | 20 juillet 2017   | Negicco 2011-2017 ~Best~ 2                                               | Negicco 2011~2017 -BEST- 2                                                                     | Negicco                                                  | 21              | Compilation     |
| TPRC-0182 (Type A) TPRC-0183 (Type B) | 25 juillet 2017   | Beyond the Mountain                                                      | Beyond the Montain                                                                             | GANG PARADE                                              | 11              | Single          |
| TPRC-0176 | 1er août 2017     | Why@Doll                                                                 | WHY@DOLL                                                                                       | WHY@DOLL                                                 | 66              | Album           |
| TPRC-0165 | 8 août 2017       | Maegami ga Yureru                                                        | 前髪がゆれる                                                                                   | Idol Renaissance                                         | 30              | EP              |
| TPRC-0186 | 15 août 2017      | Sun! ×3 / Ni no Ashi Dancing                                             | Sun!×3/二の足 Dancing                                                                          | Up Up Girls (2)                                          | 35              | Single          |
| TPRC-0184 TPRC-0185 (limitée) | 29 août 2017      | 4th Album (Kakko Kari)                                                   | 4thアルバム（仮）                                                                              | Up Up Girls (Kakko Kari)                                 | 23              | Album           |
| | 3 septembre 2017  | Ano Musume ga Kurasu Machi (Made Ato Dorekurai?)                         | あの娘が暮らす街（まであとどれくらい？）                                                       | Kaede (Negicco)                                          |                 | Single          |
| TPRC-0187 | 8 novembre 2017   | Gang Parade Take Themselves Higher!!                                     | GANG PARADE take themselves higher!!                                                           | GANG PARADE                                              | 14              | Album           |
| TPRC-0191 (Type A) TPRC-0192 (Type B) TPRC-0193 (Type C) | 29 novembre 2017  | Jōjō do Konjō / Be a Girl                                                | 上々ド根性/Be a Girl                                                                           | Up Up Girls (Kakko Kari)                                 |                 | Single          |
| Sorties en 2018 |                   |                                                                          |                                                                                                |                                                          |                 |                 |
| TPRC-0197 | 1er janvier 2018  | Doshaburi no Terrace Seki / Fuyutotetote                                 | どしゃぶりのテラス席 / フユトテトテ                                                            | Up Up Girls (2)                                          | 24              | Single          |
| TPRC-0194 | 23 janvier 2018   | Show Me Your Smile                                                       | Show Me Your Smile                                                                             | WHY@DOLL                                                 | 31              | Single          |
| TPRC-0195 (limitée) TPRC-0196 (régulière) TPRV-032 (vinyl) | 6 février 2018    | Calypso Musume ni Hanataba wo                                            | カリプソ娘に花束を                                                                             | Negicco                                                  | 6               | Single          |
| TPRC-0198 | 20 février 2018   | Breaking The Road                                                        | BREAKIG THE ROAD                                                                               | GANG PARADE                                              | 5               | Single          |
| TPRC-0199 | 11 avril 2018     | Na no Hana                                                               | 菜の花                                                                                         | Nao☆ (Negicco)                                           |                 | Single          |
| TPRC-0202 | 1er mai 2018      | Tte Iu Hatsukoi no wo Yakusoku / Happeace LOVE♡                          | っていう初恋のお約束 / ハッピースLOVE♡                                                         | Up Up Girls (2)                                          |                 | Single          |
| TPRC-0200 (limitée) TPRC-0201 | 29 mai 2018       | Gang 2                                                                   | GANG 2                                                                                         | Gang Parade                                              |                 | Single          |